# Rydet
Rydet är en by i Tveta socken i Hultsfreds kommun i Kalmar län.
Rydet ligger i Småland utmed vägen mellan Virserum och Fågelfors ca en mil från Virserum. Byn består av två hushåll och är belägen intill Gärdsjön. Länsväg 666 binder samman Rydet med grannbyn Bösebo. Den närmaste större orten är Virserum. Byn ligger i det som brukar benämnas Tveta skogsbygd.